# L'immaginazione al potere
L'immaginazione al potere (Out of Their Minds) è un romanzo di fantascienza dello scrittore statunitense Clifford D. Simak del 1970.

## Storia editoriale
Il romanzo seppure contenga molti elementi peculiari del fantasy, è riconducibile al filone della fantascienza. L'opera è stata pubblicata per la prima volta nel 1970 negli Stati Uniti.
Il romanzo, in Italia, è stato pubblicato per la prima volta nel 1971 per la Collana Urania.

## Edizioni
- (EN) Clifford D. Simak, Out of Their Minds, 1ª ed., New York, G. P. Putnam & Son, marzo 1970.
- (PT) Clifford D. Simak, Mundos paralelos, traduzione di Eurico Fonseca, Argonauta, n. 163, Lisbona, Livros do Brasil, ottobre 1976.
- Clifford D. Simak, L'immaginazione al potere, traduzione di Beata Della Frattina, Urania, n. 559, Milano, Mondadori, febbraio 1971.
- (DE) Clifford D. Simak, Verteufelte Welt, traduzione di Birgit Reß-Bohusch, Heyne Science Fiction & Fantasy, n. 3247, Monaco di Baviera, Heyne, giugno 1971.
- (NL) Clifford D. Simak, Oproer der geesteskinderen, traduzione di Annemarie Kindt, Prisma, n. 1552, Utrecht, Het Spectrum, 1972, ISBN 978-90-274-0679-8.
- (FR) Clifford D. Simak, L'empire des esprits, traduzione di Gérard Colson, Bibliothèque Marabout - Science Fiction, n. 430, Vanves, Marabout, 1973.
- Clifford D. Simak, L'immaginazione al potere, in Millemondinverno 1981: Tre romanzi completi di Clifford D. Simak, traduzione di Beata Della Frattina, Millemondi, n. 20, Milano, Mondadori, dicembre 1981.